# Catia (bướm nhảy)
Catia là một chi bướm ngày thuộc họ Bướm nâu.